# Pla director de salut mental i addiccions
El Pla director de salut mental i addiccions (PDSMA) neix de la necessitat originada dins del Pla de Salut de Catalunya de coordinada aquelles accions orientades a l'assistència, tractament i prevenció de les malalties mentals i les addiccions sent l'hereu en matèria d'addiccions de l'anterior Pla de drogodependències de la Generalitat de Catalunya.
El PDSMA promou un nou model d'atenció per a la salut mental i les addiccions basat en:
- Promoure la implicació activa en els plans terapèutics de pacients i representants legals.
- Integració i millora permanent entre les xarxes implicades.
- Visió global i de continuïtat assistencial, basada en el treball en xarxa i multidisciplinari.
- Enfocament comunitari.
- Sistema d'atenció integrat i integral amb base territorial.
- Pràctica assistencial basada en l'evidència científica i experiència demostrable.

## Funcions
Les funcions del PDSMA són:
- Analitzar les necessitats dels afectats per malalties mentals i addiccions.
- Proposar àrees prioritàries d'actuació.
- Planificar, avaluar i ordenar els serveis de salut mental i les addiccions.
- Desenvolupar programes per a malalties emergents.
- Desenvolupar mesures orientades a fomentar l'atenció integral a les persones amb problemes de salut mental.
- Definir actuacions d'abast intersectorial.
- Desenvolupar mesures adreçades a la millora de l'atenció dels malalts amb trastorns mentals i addiccions.
- Desenvolupar estàndards de qualitat d'atenció d'aquestes malalties.
- Desenvolupar mesures adreçades a la millora de l'atenció dels malalts amb trastorns mentals i addiccions.
- Dissenyar plans d'actuacions per fomentar la recerca i la docència.
- Formular propostes per desenvolupar el marc normatiu.

## El Pla de salut de mental i addiccions de 2006[2]
L'octubre de 2006 és editat el Pla de salut mental i addiccions que consta amb els següents òrgans de direcció i participació:
- Grup executiu.
- Grup Assessor d'experts.
- Consell assessor de Salut mental i addiccions

### Prioritats
- Promoció de la salut mental en 4 àmbits: infantil i juvenil, depressió i suïcidi, entorn laboral i salut mental positiva.
- Consolidació i avaluació de la cartera de serveis.
- Model d'atenció integral a les persones amb trastorns mentals greus.
- Desplegament del mapa sanitari, sociosanitari i de salut pública de Catalunya.
- Continuació de la integració funcional entre els serveis de salut mental i d'atenció de drodopendències.
- Consolidació dels plans de reordenació de patologia emergents.
- Redefinició de l'hospitalització psiquiàtrica a Catalunya.
- Definició de la cartera de serveis vers les famílies.
- Reordenació de l'atenció en salut mental en persones grans.
- Impuls a la recerca i cooperació internacional.

### Objectius
- Promoció de la salut mental i prevenció de trastorns i addiccions.
- Millora de l'atenció en aquests trastorns.
- Orientació de la cartera de serveis a les necessitats dels usuaris.
- Compromís del sistema d'atenció amb els drets humans: La veu dels afectats.
- La veu dels professionals: Aconseguir la implicació dels professionals i millorar la seva satisfacció.
- Promoure l'organització funcional integrada de xarxes i serveis d'atenció.
- Millores dels sistemes de gestió amb la implicació d'entitats gestores.
- Potenciar la formació continuada i millora del sistema docent de postgrau.
- Reforç de la recerca epidemiològica.
- Garantia de la implantació del Pla i Gestió del canvi.